# Lee Young-ae
Đây là một tên người Triều Tiên, họ là Lee.
Lee Young-ae (Hangul: 이영애, sinh ngày 31 tháng 1 năm 1971) là một nữ diễn viên người Hàn Quốc. Cô được khán giả biết đến với các biệt danh Người đẹp Oxy (Oxygen Lady) và Asia Sweetheart.

## Sự nghiệp
Lee được xem là một viên ngọc sáng của làng giải trí, trở thành "Quốc bảo" của Hàn Quốc và giành được nhiều sự chú ý, lòng yêu mến của đông đảo khán giả tại các nước châu Á sau khi cô thủ vai chính trong bộ phim truyền hình nổi tiếng Nàng Dae Jang-geum. Theo các con số thống kê về lượng khán giả xem truyền hình, tập cuối của phim Dae Jang-Geum đã thu hút gần như một nửa dân số Hồng Kông ngồi ở nhà để xem.
Năm 2005, tại Liên hoan phim Rồng Xanh, cô được trao tặng Giải Điện ảnh Rồng Xanh cho Nữ diễn viên chính xuất sắc nhất.
Năm 2006, cô ký một hợp đồng hai năm với LG Electronics, công ty điện tử hàng đầu của Hàn Quốc, trở thành là người phát ngôn cho tất cả các dòng sản phẩm của LG. Với hợp đồng này, cô sẽ tham dự các tour quảng cáo, bán hàng xung quanh tất cả các quốc gia và vùng lãnh thổ châu Á mà LG hiện diện bao gồm: Trung Quốc, Hồng Kông, Đài Loan, Nhật Bản, Malaysia, Singapore và Indonesia.
Năm 2015, tại lễ trao giải Truyền hình Quốc tế Seoul lần thứ 10, Lee Young-Ae đã được vinh danh với giải thưởng Grand Prize of Hallyu (Giải thưởng ghi nhận công lao cũng như sự đóng góp to lớn cho Làn sóng Hallyu) bởi những dự án tên tuối và những đóng góp lớn trong việc truyền bá nền văn hóa, sức ảnh hưởng và hình ảnh con người Hàn Quốc ra toàn thế giới.

## Đời tư
Ngày 24 tháng 8 năm 2009, Lee Young-ae chính thức kết hôn với Jeong Ho-young, một doanh nhân người Mỹ gốc Hàn. Đám cưới được hai bên gia đình tổ chức kín đáo tại Hawaii, bang Honolulu, Hoa Kỳ. Ngày 20 tháng 2 năm 2011, cô đã sinh đôi một trai, một gái là Jeong Seung-bin và Jeong Seung-kwon tại bệnh viện Jeil, quận Jung, Seoul.

## Danh sách phim

### Phim điện ảnh
- Sympathy for Lady Vengeance (2005)
- One Fine Spring Day (2001)
- Last Present aka The Gift (2001)
- Joint Security Area (2000)
- First Kiss (1998)
- Inch'Allah (1997)

### Phim truyền hình
Thanh tra Koo (2021)
- Saimdang, the Herstory (SBS, 2016)
- Dae Jang Geum (MBC, 2003)
- Fireworks (SBS, 2000)
- Invitation (KBS2, 1999)
- Mighty Waves (SBS, 1999)
- Food Table of Contents (MBC, 1998)
- Advocate (MBC, 1998)
- I Survive Reason (MBC, 1997)
- Medical Brothers (MBC, 1997)
- Their Embrace (MBC, 1996)
- Papa (KBS2, 1996)
- Love and Marriage (MBC, 1995)
- West Palace (KBS2, 1995)
- Asphalt Man (SBS, 1995)
- How is Your Husband (SBS, 1993)

## Giải thưởng
- 1994 SBS Drama Awards, Best New Actress
- 1995 KBS Drama Awards, Popularity Prize
- 1996 MBC Drama Awards, Outstanding Actress
- 1997 SBS Drama Awards, Best Actress
- 1998 SBS Drama Awards, Best Actress
- 1999 KBS Drama Awards, Popularity Prize
- 2001 Korea Movie & Music Awards, Photogenic Prize for Actress
- 2001 Pusan Film Critics Awards, Best Actress (One Fine Spring Day)
- 2003 MBC Drama Awards, Grand Prize
- 2005 International Film Festival of Catalunya, Best Actress (Sympathy For Lady Vengeance)
- 2005 Blue Dragon film award, Best Actress (Sympathy For Lady Vengeance)
- 2006 Baeksang award, Best Actress (Sympathy For Lady Vengeance)
- 2006 Cinemanila International Film Festival Best Actress: Lee Young-ae for Sympathy for Lady Vengeance (South Korea)[9]